# Nina Ditmajer
Nina Ditmajer Prando, literarna zgodovinarka, jezikoslovka in znanstvena sodelavka na Inštitutu za slovensko literaturo in literarne vede Znanstvenoraziskovalnega centra Slovenske akademije znanosti in umetnosti, * 26. marec 1988, Maribor.
Njena dejavnost obsega zgodovino slovenskega knjižnega jezika, še posebej vzhodnoštajerske pokrajinske različice, slovensko pridigarstvo, prevajanje Svetega pisma v slovenščino ter cerkveno in posvetno pesništvo na Spodnjem Štajerskem iz druge polovice 18. in prve polovice 19. stoletja.

## Življenje in delo
Rojena v Mariboru. Svoje otroštvo je preživela v Slovenski Bistrici, kjer je obiskovala tudi osnovno šolo in splošno gimnazijo. Po maturi se je vpisala na Filozofsko fakulteto Univerze v Mariboru, kjer je študirala Slovenski jezik s književnostjo. Študij je zaključila leta 2012 z diplomskim delom Botanično izrazje pri Janezu Koprivniku pod mentorstvom Marka Jesenška. Isto leto se je vpisala na doktorski študijski program Slovenistične študije (Slovenski jezik), ki se izvaja na Filozofski fakulteti UM. Leta 2019 je doktorirala na Filozofski fakulteti v Mariboru, prav tako pod mentorstvom Marka Jesenška. Svojo doktorsko disertacijo Sprejemanje vzhodnoštajerske knjižnojezikovne norme v rokopisnih pridigah Jožefa Muršca je uspešno zagovarjala.
Od leta 2012 je študirala Teološke in religijske študije na Teološki fakulteti Univerze v Ljubljani. Tam je leta 2015 nastalo njeno drugo diplomsko delo z naslovom Jezikovno-prevajalske značilnosti Javornikovih starozaveznih prevodov (1848–1854) pod mentorstvom Maksimilijana Matjaža.
Leta 2016 je postala mlada raziskovalka na Inštitutu za slovensko literaturo in literarne vede ZRC SAZU ter se vpisala na doktorski študij Podiplomske šole ZRC SAZU (modul Literatura v kontekstu), kjer je leta 2020 pod mentorstvom Luke Vidmarja uspešno zagovarjala svojo drugo doktorsko disertacijo Slovensko pesništvo na Štajerskem med letoma 1758 in 1848: vzori, žanri in recepcija.
Leta 2024 se je zaposlila na Oddelku za slovenistiko na Filozofski fakulteti Univerze v Ljubljani.
Bila je glavna urednica mariborske študentske literarno-jezikoslovne revije Liter jezika (od 2010 do 2013) in teološke revije Colloquia (od 2014 do 2016). Danes je članica uredništva revij Tretji dan in Edinost in dialog.
Je prejemnica več domačih in tujih štipendij: štipendija Ustanove p. Stanislava Škrabca (2012, 2013), Das Bayerische Hochschulzentrum für Mittel-, Ost- und Südosteuropa (2018), Polish National Agency for the Academic Exchange (2018), Štipendija dr. Bojana Erhatiča ZRC SAZU (2019),DARIAH-EU (2021).